# Dzwonnik

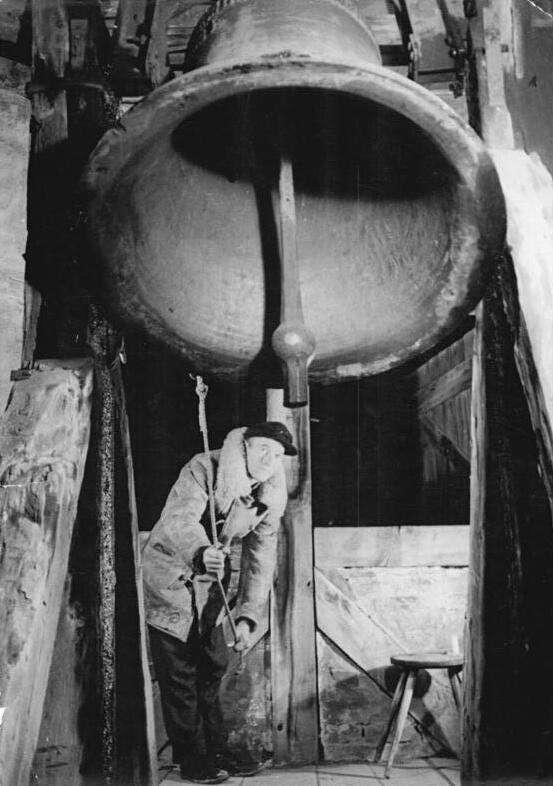
Dzwonnik wiejskiego kościoła w Haynrode (Niemcy, 1954)

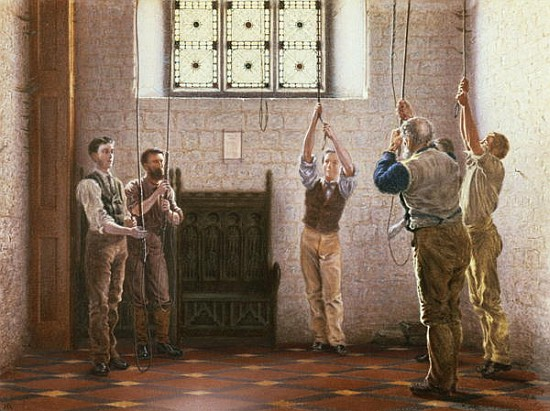
Henry Ryland, Dzwonnicy (około 1890)

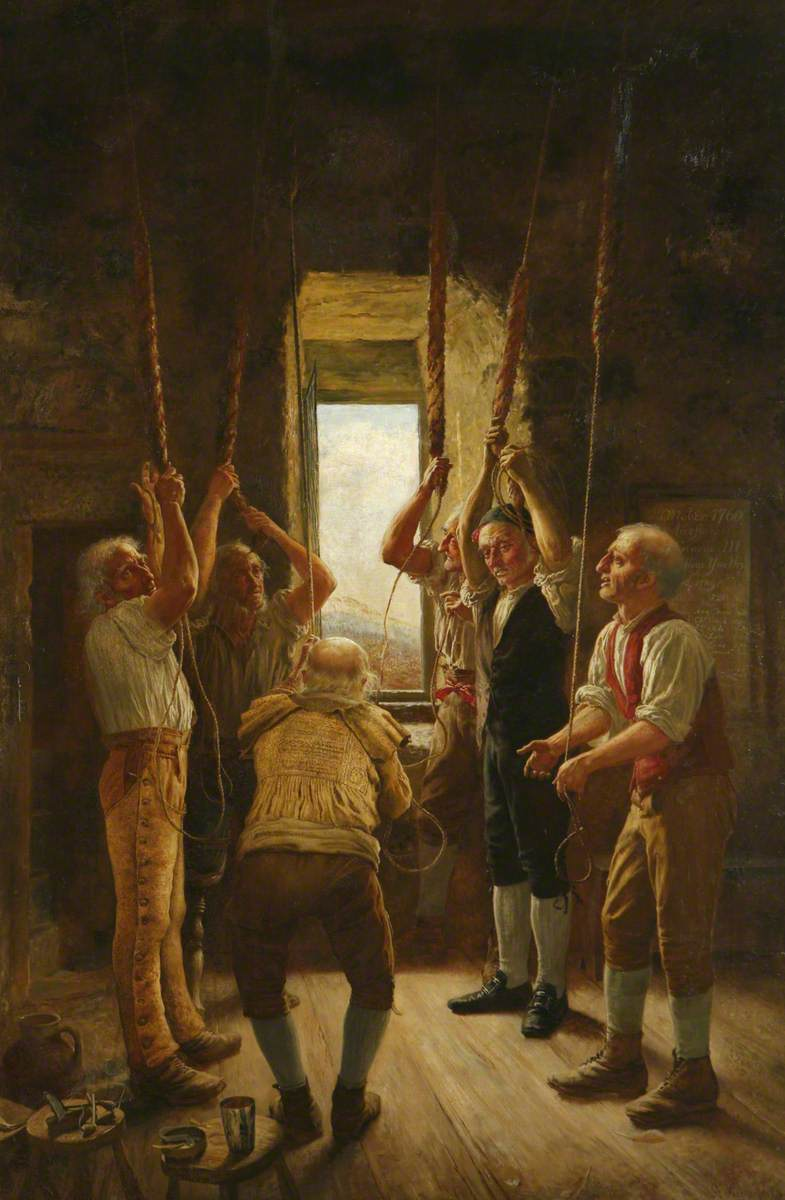
Frederick Smallfield, Dzwonnicy z Launcells Tower (1887)

Dzwonnik – osoba obsługująca dzwon kościelny, mająca za zadanie dzwonienie w dzwonnicy w określonych porach dnia oraz podczas nabożeństw. 
Dzwonnikami w pierwszych wiekach polskiego chrześcijaństwa, byli duchowni. Począwszy od wczesnego średniowiecza, w języku łacińskim osoby te określano najczęściej mianem campanator oraz signator, przy czym sygnator był najważniejszym dzwonnikiem w większym zespole lub urzędnikiem nadzorującym dzwony.
W Czechach, Polsce, jak i na Węgrzech funkcje dzwonników powierzano osobom służebnym, które zwano świątnikami. Rozwój stosunków ekonomicznych oraz społecznych spowodował, że zastępowano ich stopniowo pełnoprawnymi dzwonnikami bądź osobami z cechów, co nie przeszkadzało im niejednokrotnie występować w tych rolach równolegle. Przy kościołach katolickich funkcję dzwonnika pełnił najczęściej zakrystian (kościelny), a jego obecność była stała ze względu na dużą liczbę codziennych dzwonień. Oprócz bicia w dzwony, dzwonnicy zajmowali się również innymi posługami okołokościelnymi, a czasem występowali w roli nauczycieli w szkółkach przykościelnych. Rola dzwonnika wiązała się z dochodem, tak stałym, jak i dodatkowym, okazyjnym (np. z zamawiania dzwonu po czyjejś śmierci, na święta, czy uroczystości rodzinne). Zamożność dzwonników była wprost uzależniona od zamożności parafii, jednak dochody te nie były stosunkowo duże. Opłata ta nosiła nazwę zwonnego lub podzwonnego. Zatwierdzano ją oficjalnie w kościołach parafialnych. Mówił o niej np. synod warmiński z 1610 (obecnie na Warmii osoby dzwoniące dzwoneczkami w wiejskich dzwonnicach nie otrzymują żadnego, nawet symbolicznego, wynagrodzenia, choć przed 1939 dzwonne było jeszcze w tym rejonie zbierane w naturze). W początku XVII wieku w dekanacie błońskim proboszcz złożył klątwę na Katarzynie Umiartowskiej i Janie Bielackowskim za nieopłacenie podzwonnego (był to wynik interwencji dzwonnika, będącego też nauczycielem szkoły wiejskiej, u księdza). W XIV i XV wieku dzwonnicy zmuszeni byli utrzymywać się również z innych zajęć, np. z pracy na roli. 
Istotny był wysoki prestiż funkcji dzwonnika (np. jednym z istotniejszych tytułów w hierarchii Zakonu Krzyżackiego był Mistrz Dzwonniczy, niem. Glockenmeister, któremu podlegali dzwonnicy, niem. Glockenampt). W Polsce możliwość wydobycia dźwięku z Dzwonu Zygmunta do dziś zarezerwowana jest wyłącznie dla wąskiego grona członków Bractwa Dzwonników Wawelskich.  
Dzwonnikom przekazywano też środki na zakup sznurów do dzwonów, mogli też oni odpłatnie wykonywać niektóre czynności porządkowe, jak np. odśnieżanie dachu dzwonnicy. 
W klasztorach dzwonnikami są zwykle zakonnik lub zakonnica i osobie tej podlegają z reguły wszystkie dzwony danego domu zakonnego. Do obsługi dzwonu wystarcza najczęściej jedna osoba, ale duże dzwony wymagają niekiedy kilku, a nawet kilkunastu dzwonników.
Dzwonnicy zobowiązani byli do znajomości odpowiednich rytmów, które związane były z okolicznościami dzwonienia. Jeszcze na początku XX wieku zwracano uwagę na umiejętności dzwonnicze w tym zakresie. I tak np. w XX wieku:
- we wsi Przykop na pożar w kapliczce uderzano sercem dzwonka tylko w jedną ścianę płaszcza, co dawało efekt gwałtownego, rwącego się dźwięku,
- na Anioł Pański bito w tej wsi sercem swobodnie w obydwie ścianki,
- w Warkałach na Anioł Pański bito w dzwonek kapliczny w takcie: dzwonek trzy razy – pauza – dzwonek trzy razy,
- przed wybuchem II wojny światowej w Kaplitynach na pożar uderzano w rytmie szarpanym,
- w Wójtowie jeszcze około 1990 i w Jedzbarku wcześniej, informując o śmierci człowieka, uderzano w dzwonek dwa razy, a po krótkiej pauzie powtarzano tę czynność kilkukrotnie,
- w Ruszajnach dzwoniło się zawsze w rytmie marsza[1].

Na podstawie rytmu dzwonków lub dzwonów w poszczególnych społecznościach kształtowały się lokalne, transpokoleniowe przyzwyczajenia.
Współcześnie funkcję dzwonnika coraz częściej przejmują samoczynne mechanizmy elektryczne.